# چیزورو ایکه‌واکی
چیزورو ایکه‌واکی (انگلیسی: Chizuru Ikewaki؛ زادهٔ ۲۱ نوامبر ۱۹۸۱) هنرپیشه اهل ژاپن است. 